# 卡拉巴尔

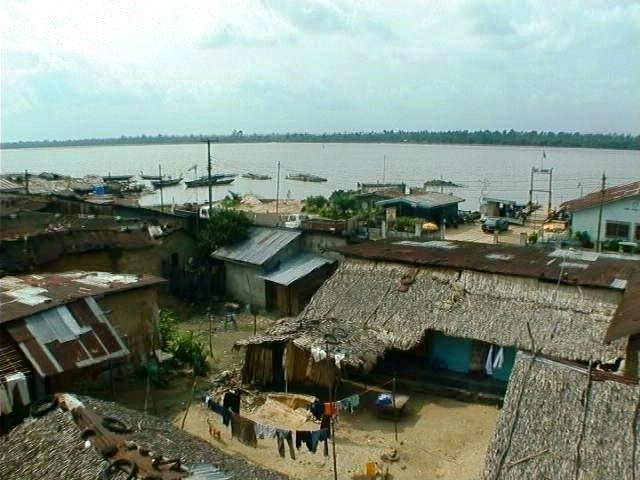
卡拉巴爾

卡拉巴尔（Calabar）位于尼日利亚东南部克罗斯河畔，是克罗斯河州的首府，面积604平方公里，人口约120万（2005年）。

## 簡介
卡拉巴尔河流交错纵横，农、牧业发达，是尼东南部著名的粮食生产基地。盛产谷物、水稻、木薯、芋头、大蕉、油棕、橡胶、可可、可拉果等粮食和经济作物。此外还出产大量热带木材，水产品和渔业资源的发展潜力也很大。石油蕴藏量丰富，州内的克里斯河三角州是主要的石油生产区。工业有石油、胶合板、火柴、水泥、木材加工、橡胶、塑料等。尼政府为进一步引进外资，发展出口工业，在卡拉巴尔设立了尼第一个出口加工区，其中有中国公司投资的木材加工厂和钢铁厂等。水、陆、空交通便利。卡港是州内石油公司输送石油的主要通路，与尼中部地带和东北部均有公路相连，还有一个国际机场。旅游资源丰富。奥布杜养牛场是西非最有名的旅游景点之一。此外还有占地720平方公里、被联合国教科文组织誉为"世界上最美丽的地方之一"的克里斯河自然保护区。